# Ница ди Сичилия
Нѝца ди Сичѝлия (на италиански и на сицилиански: Nizza di Sicilia, до 1863 г., San Ferdinando, Сан Фердинандо) е малко морско курортно градче и община в Южна Италия, провинция Месина, автономен регион и остров Сицилия. Разположено е на брега на Йонийско море, на месинския пролив. Населението на общината е 3764 души (към 2011 г.).
Градчето е част от община Рокалумера от 1929 до 1948 г.